# Rhadinomphax pudicata
Rhadinomphax pudicata är en fjärilsart som beskrevs av Walker 1866. Rhadinomphax pudicata ingår i släktet Rhadinomphax och familjen mätare. Inga underarter finns listade.